# Te Wahipounamu
Te Wahipounamu (maorski za „mjesto zelenog kamenja”) je područje 4 nacionalna parka ukupne površine od 26.000 km², koji su smješteni na krajnjem jugozapadu Južnog otoka Novog Zelanda. Njegov krajolik je oblikovan povlačenjem ledenjaka u fjordove, stjenovite obale, visoke litice, jezera i slapove. Dvije trećine područja pokrivaju šume južne bukve (Nothofagus) i četinjače vrste Podocarpaceae, od kojih su neki primjerci stari i do 800 godina. Vjeruje se kako ovo područje sadrži neke od najboljih primjera izvorne flore i faune kontinenta Gondvana, a svjedoče o vezama s danjašnjim živim svijetom koji još uvijek ovdje obitava. Ovo područje ima veliku bioraznolikost, uključujući mnoge ugrožene vrste biljaka i životinja kao što je kea, jedina planinska vrsta papige, i ugrožena vrsta ptica neletačica, takahe. Zbog toga je 1990. godine područje Te Wahipounamu upisano na UNESCO-ov popis mjesta svjetske baštine u Australiji i Oceaniji.
Nacionalni parkovi Te Wahipounamua su:
| Slika                                   | Nacionalni park                      | Osnovan | Lokacija                                                     | Površina   | Odlike |
| --------------------------------------- | ------------------------------------ | ------- | ------------------------------------------------------------ | ---------- | --- |
| Mt Sefton ispred planine Aoraki/Mt Cook | Aoraki/Mount Cook                    | 1953.   | West Coast Region, Južni otok                                | 707 km²    | Nazvan po najvišoj planini Novog Zelanda, Aoraki (Mount Cook), NP je osnovan kako bi se zaštitila jedinstvena vegetacija ovog područja.                                                                                    |
| Tjesnac Milford                         | Nacionalni park Fiordland            | 1952.   | Southland                                                    | 12.500 km² | Najveći park Novog Zelanda se odlikuje mnogim fjordovima kao što su tjesnaci Milford, Doubtful i Dusky, dok se s vrhova na sjeveru parka, tzv. Južnih Alpa, viših od 2.000 m, može vidjeti vrh Mount Aspriringa.           |
| Dolina Matukituki                       | Nacionalni park Mount Aspiring       | 1964.   | Na granici tri područja Southland, Otago i West Coast Region | 3.555 km²  | Mount Aspiring (Tititea) se sa svojih 3.033 m uzdiže iznad jezera Wanaka koje je popularno odredište za trapere i planinare. Oni koriste prijelaz Haast koji vodi na jug preko Južnih Alpi.                                |
| Ledenjak Fox                            | Nacionalni park Westland Tai Poutini | 1960.   | West Coast Region                                            | 1.175 km²  | Pruža se od najviših vrhova Južnih Alpa do divlje i nepristupačne morske obale. Unutar parka se nalaze slikovita jezera, termalni izvori i gusta umjerena prašuma, ali i popularni ledenjaci kao što su Franz Josef i Fox. |

## Vanjske poveznice
- UNEP-WCMC World Heritage Site datasheet  Arhivirana inačica izvorne stranice od 14. siječnja 2009. (Wayback Machine) (engl.) Iscrpne informacije